# Stine Lidén
Stine Lidén (* 31. Mai 1988 in Lørenskog, Norwegen) ist eine ehemalige norwegische Handballspielerin, die für den norwegischen Erstligisten Storhamar Håndball auflief.

## Karriere

### Im Verein
Lidén begann das Handballspielen im Alter von 6 Jahren. Während ihrer Jugendzeit bei Fjellhammer IL trainierte sie gelegentlich bei der 1. Damenmannschaft mit. Im Jahr 2008 wechselte die Torhüterin zum norwegischen Erstligisten Storhamar Håndball, wo sie anfangs mit Heidi Tjugum das Torwartduo bildete. Im Jahr 2017 beendete die Linkshänderin nach mehreren Spielzeiten in der höchsten norwegischen Spielklasse sowie diversen Teilnahmen am Europapokal ihre Karriere. Ein Jahr später brachte sie ein Kind zur Welt. Als Storhamar sechs Wochen nach der Geburt Probleme auf der Torwartposition hatte, fragte der damalige Trainer Arne Senstad bei ihr nach, ob sie wieder mit dem Handballspielen beginnen möchte. Daraufhin setzte sie im Herbst 2018 ihre Karriere fort. Nachdem Lidén in der Saison 2022/23 aufgrund ihrer zweiten Schwangerschaft pausiert hatte, entschloss sie sich am Saisonende ihre Karriere zu beenden.
Lidén kehrte im April 2024 bis zum Saisonende 2023/24 in den Kader von Storhamar Håndball zurück, um den verletzungsbedingten Ausfall von Olivia Lykke Nygaard zu kompensieren. In diesem Zeitraum gewann sie mit Storhamar Håndball die EHF European League.

### In Auswahlmannschaften
Lidén hütete 17-mal das Tor der norwegischen Jugendauswahl. Anschließend bestritt sie 26 Länderspiele für die norwegische Juniorinnennationalmannschaft, in denen ihr ein Tor gelang. Mit den Juniorinnen belegte sie den 12. Platz bei der U-19-Europameisterschaft 2007. Lidén bestritt im Jahr 2012 zwei Länderspiele für die norwegische B-Nationalmannschaft sowie im darauffolgenden Jahr drei Spiele für die norwegische A-Nationalmannschaft.
Lidén gewann im Jahr 2014 die Bronzemedaille bei der Beachhandball-Weltmeisterschaft.